# Адам Якубех
Адам Якубех (словац. Adam Jakubech, нар. 2 січня 1997, Пряшів, Словаччина) — словацький футболіст, воротар французького клубу «Лілль».

## Клубна кар'єра
Адам Якубех народився в місті Пряшів. Футболом почав займатися в академії місцевого клубу «Татран», де з 2014 року почав залучатися до матчів основи. Першу гру на дорослому рівні Якубех провів у серпні 2014 року.
У зимове трансферне вікно 2015 року воротар перейшов до складу «Спартака» з Трнави. У травні того року Адам дебютував у новому клубі. Наступний сезон він провів як основний воротар команди.
Своєю грою за «Спартак» у матчах внутрішнього чемпіонату та Лізі Європи Якубех привернув до себе увагу європейських клубів. І влітку 2017 року воротар перейшов до французького чемпіонату (клуб «Лілль»). Але стати основним голкіпером команди Адам так і не зумів, переважно граючи за дублюючий склад. У 2019 році воротар вирушив в оренду до бельгійського «Кортрейку».

## Кар'єра в збірній
Адама Якубеха викликали в юнацькі та молодіжну збірні Словаччини, але здебільшого як другого воротаря. Грав тільки в товариських матчах.
У січні 2017 року в неофіційному товариському матчі проти збірної Уганди Якубех вийшов на заміну в другому таймі. Після того воротаря не викликали до складу національної збірної Словаччини.